# Stefan Ważyński
Stefan Ważyński herbu Pilawa – podwojewodzi krakowski w latach 1678–1681, sędzia żydowski, porucznik chorągwi husarskiej.